# 1,2-二氯丙烷
1,2-二氯丙烷是一種有機氯化合物，標準狀態下是無色、有甜味的可燃性液體。1,2-二氯丙烷是大量生產環氧氯丙烷時的副產物。

## 用途
1,2-二氯丙烷是生產四氯乙烯及其他含氯有機化合物時的中間產物。曾用來做為烟熏消毒劑、化學反應中間體、也做為工業用的溶劑，用在脫漆劑或是去除木材涂装的溶劑，但有些應用已不再使用1,2-二氯丙烷。

## 致癌性
在日本印刷公司數名員工罹患膽管癌後，日本厚生勞動省在2013年3月指出這些案例可能是因為使用含有1,2-二氯丙烷的清潔用溶劑造成。因此有合理的證據證實1,2-二氯丙烷可能是一種致癌物質。